# أم كرابيج (قرية)
أم كرابيج هي إحدى قرى النوبة والتي تقع في دولة السودان في منطقة دنقلا .